# حمام قطب‌آباد

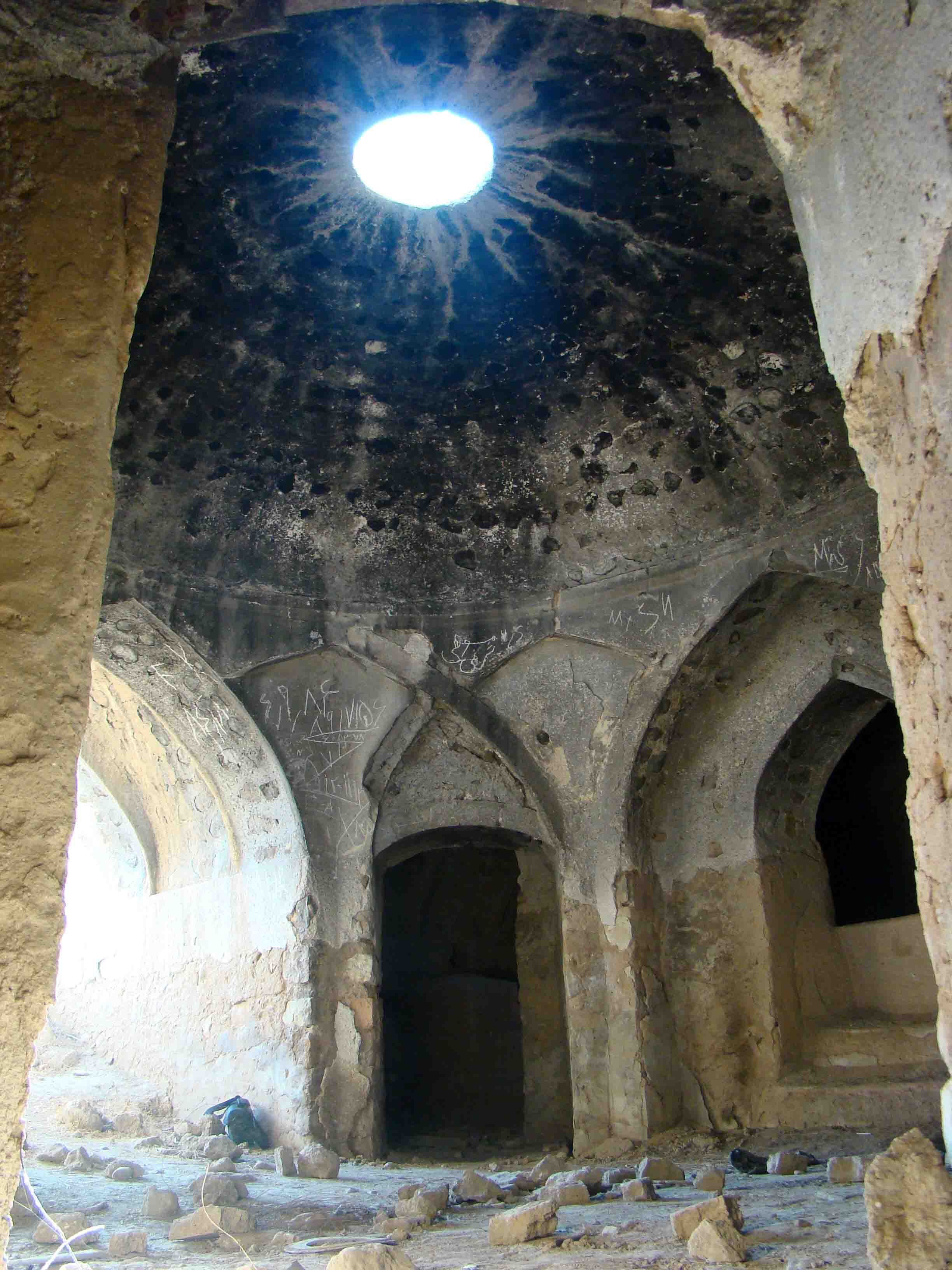
حمام قطب آباد جویم

حمام قطب‌آباد مربوط به دوره صفوی است که در جنوب شرقی شهر جویم در منطقه قطب آباد و به فاصله ۵۰ متری از آب‌انبار قطب آباد واقع شده و این اثر در تاریخ ۱۸ شهریور ۱۳۸۷ با شمارهٔ ثبت ۲۳۳۷۴ به‌عنوان یکی از آثار ملی ایران به ثبت رسیده‌است.